# Monnina chodatiana
Monnina chodatiana är en jungfrulinsväxtart som beskrevs av Ramón Alejandro Ferreyra. Monnina chodatiana ingår i släktet Monnina och familjen jungfrulinsväxter. Inga underarter finns listade i Catalogue of Life.